# Carex atlantica
Espèce
Classification phylogénétique
Carex atlantica est une espèce de plantes du genre Carex et de la famille des Cyperaceae.